# 小行星15594
小行星15594（15594 Castillo）是一颗绕太阳运转的小行星，为主小行星带小行星。该小行星于2000年4月6日发现。

## 轨道参数
小行星15594的轨道半长轴为2.2769675 UA，离心率为0.162。